# IN★POCKET
『IN★POCKET』（イン・ポケット）は、講談社が発行していた月刊の文芸PR誌・文庫情報誌。

## 概要
毎月15日頃、講談社文庫と同じ発売日に発売していた。定価は200円(創刊時は100円。1995年4月号から150円。2000年4月号から200円)。文庫判。1983年10月号より刊行を開始した「月刊講談社文庫」が母体。各社の約50の文庫の新刊情報、作家のインタビュー・対談などのほか、連載小説なども掲載。”月刊文庫情報誌”などと紹介され、書店では講談社文庫と同じコーナーに並べられることが多かった。
毎年11月号では、海外ミステリーのランキングを発表した。詳細は文庫翻訳ミステリー・ベスト10を参照。
2018年8月号を最後に休刊。
出版社が発行するPR誌には他に、『波』（新潮社）、『図書』（岩波書店）、『青春と読書』（集英社）、『本の旅人』（KADOKAWA）、『asta*』（ポプラ社）などがある。

## 連載作品

### 小説
- アカシックファイル（明石散人）
- 暗黒館の殺人（綾辻行人）
- 嘘をもうひとつだけ（東野圭吾）
- 語りつづけろ、届くまで（坂田勇吉シリーズ、大沢在昌）
- 香菜里屋を知っていますか（北森鴻）
- 暗い国境線（逢坂剛）
- ゴッホ殺人事件（高橋克彦）
- 指し手の顔 脳男2（首藤瓜於）
- さらばスペインの日日（逢坂剛）
- すべての雲は銀の…（村山由佳）
- ダーク（桐野夏生）
- 大幽霊烏賊 名探偵面鏡真澄（首藤瓜於）
- ダ・ヴィンチ殺人事件 第二部（高橋克彦）
- たまげた録（原田宗典）
- 鉄の骨（池井戸潤）
- 冬栄（十二国記シリーズ、小野不由美）
- ニサッタ、ニサッタ（乃南アサ）
- ニューヨーク地下共和国（梁石日）
- ハーディ（ハゲタカシリーズ、真山仁）
- 半次捕物控（佐藤雅美）
- メリー・ウィドウ・ワルツ（赤川次郎）
- 陽（ひ）の鳥（樹林伸） ※ 連載時「阦（ひ）の鳥」
- 燃える蜃気楼（逢坂剛）
- 四文字熟語シリーズ（赤川次郎）
- ラバー・ソウル（井上夢人）
- 流砂（藤田宜永）

### エッセイほか
- 儒教と負け犬（酒井順子）
- 『せめて昼メシ』講座（江上剛・枝元なほみ）
- お変わり、もういっぱい!（中島さなえ）
- ひとり上手な結婚（文・山本文緒 / 漫画・伊藤理佐）
- ポルノグラフィー的想像力（植島啓司）
- もうひとつのあとがき
  - 作品を書き上げるまでの経緯やエピソードが綴られたエッセイ。一号につき複数人のエッセイが掲載される。
- ようこそ♥アマゾネス・ポケット編集部へ（ジェントルメン中村）